# ماکسیموس ایر کارگو
ماکسیموس ایر کارگو (به انگلیسی: Maximus Air Cargo) یک شرکت هواپیمایی است که در تاریخ ۲۰۰۵ میلادی تأسیس شده است.
دفتر مرکزی ماکسیموس ایر کارگو در ابوظبی، امارات متحده عربی واقع شده‌است و قطب این شرکت هواپیمایی در فرودگاه بین‌المللی ابوظبی قرار دارد .